# Мечеть аль-Фатх
Мечеть аль-Фатх (араб. مسجد الفتح‎) — мечеть в Каире, столице Египта. Расположенная на площади Рамзеса она входит в число крупнейших мечетей в Каире, а её минарет по высоте занимает первое место в городе и третье в мире. Во время беспорядков после военного переворота в Египте 16 августа 2013 года в мечети произошёл инцидент, который привёл к гибели и ранению нескольких протестующих и последующему закрытию мечети.

## История
История мечети аль-Фатх восходит к старой мечети, появившейся во время раннего этапа арабского завоевания Египта. Сегодняшняя площадь Рамзеса была деревней, известной как Ум-Дунин в VII веке, когда арабские завоеватели основали здесь свой центр и прилегающую к нему мечеть. Позднее мечеть была увеличена фатимидским халифом аль-Хакимом Биамриллахом и получила название «мечеть аль-Макса». Согласно карте Такиюддина аль-Макризи это название служило отсылкой к соседнему замку, существовавшему тогда на острове в Ниле и известному как Калат аль-Макс. Она также называлась Джами Баб аль-Бахр. Мечеть развивалась в эпоху аль-Хакима благодаря месту своего расположения и востребованности среди местного населения. В эпоху Фатимидов в её дворе было много пальм, и халифы имели возможность наслаждаться видом мечети со своего судна на Ниле.
Мечеть также называлась мечеть Авлад 'Анан, в честь двух братьев (Мухаммада и Абдул Кадира ибн 'Анана), которые были знатоками тасаввуфа в эпоху мамлюкского султана Туман-бая II аль-Ашрафа. Старший брат Мухаммад был похоронен на этом месте в 1499 году, который, как говорили, жил до 120 лет.
Однако эта старая мечеть была разрушена французскими оккупационными войсками вместе с несколькими другими мечетями во время восстания в Каире в 1798 году. На вершине её развалин было построено военное сооружение, названное в честь французского офицера.
Позднее на этом же месте была построена новая мечеть египетской государственной строительной компанией «Arab Contractors», 22 февраля 1990 года её открыл тогдашний президент Египта Хосни Мубарак во время празднования Исры и мираджа. Новая мечеть получила название «аль-Фатх», что означает «завоевание», она была возведена по проекту архитектора Хусейна Бикри. Название Авлад 'Анан по отношению к ней также продолжает использоваться.

### Арабская весна
Через два дня после августовской резни в Рабаа 14 августа 2013 года сторонники Мухаммеда Мурси собрались вместе на площади Рамзеса и в соседнем районе мечети. Когда полиция столкнулась с демонстрантами, некоторые из них бежали в мечеть, которая в итоге стала играть роль госпиталя для раненых. Утром следующего дня полиция атаковала мечеть и арестовала демонстрантов, после чего она была закрыта.